# Schivestolen
Der Schivestolen (norwegisch) ist ein 2195 m hoher Berg im ostantarktischen Königin-Maud-Land. In der Heimefrontfjella ragt er als höchster Gipfel der Kottasberge im südwestlichen Teil des Helsetskarvet auf.
Wissenschaftler des Norwegischen Polarinstituts benannten ihn 1969 nach dem norwegischen Offizier Jacob Schive (1897–1969), einem Anführer des militärischen Widerstands gegen die deutsche Besatzung Norwegens im Zweiten Weltkrieg.
Geologisch besteht der Gipfelbereich des Schivestolen auf nahezu flachlagernden Sandsteinen des unteren Perm, in die während des Jura ein basaltischer Lagergang eingedrungen ist.